# Federación Internacional de Touch
La Federación Internacional de Touch (FIT) es la entidad internacional reguladora del deporte denominado touch rugby o simplemente touch. La FIT ha establecido las reglas del touch y organiza diversas competencias internacionales, incluida la Copa Mundial de Touch. Tiene su sede en Australia, país en el que se inventó este deporte y que mantiene una considerable preeminencia deportiva.

## Competencias
Bajo la égida de la FIT se organizan diversos campeonatos internacionales en este deporte, como la Copa Mundial de Touch, la Copa Mundial Juvenil, la Copa Europea, la Trans Tasman (Australia y Nueva Zelanda), la Copa Asiática y los Juegos Pacíficos. La Copa del Mundo se realiza desde 1988 y en ella compiten unas 26 selecciones en diferentes modalidades: Australia, Austria, Bélgica, Cataluña,
Chile, Islas Cook, Inglaterra, Fiyi, Francia, Alemania, Guernsey, Hungría, Irlanda, Italia, Japón, Jersey, Luxemburgo, Países Bajos, Nueva Zelanda, Niue, Escocia, Singapur, Sudáfrica, España, Suiza, Estados Unidos y Gales. La última Copa Mundial se realizó en 2024 [Nottingham , Eng] venciendo Australia en las tres competencias abiertas (femenina, masculina y mixta), resultando subcampeonas las selecciones de Nueva Zelanda.